# 慕輿根
慕輿根（？—360年），鮮卑人。十六國時期前燕折衝將軍、領軍將軍、太師。先後受前燕文明帝慕容皝、景昭帝慕容儁及幽皇帝慕容暐所重用。

## 生平

### 慕容皝時期
咸康四年（338年），後趙石虎大舉進攻鮮卑慕容部，兵勢強勁慕容皝屬下諸城多有降者，慕容皝一度動搖欲放棄棘城。慕輿根勸諫慕容皝：“不要被石虎兵威說迷惑，要堅守棘城挫敵鋒芒以待戰局變化。”之後趙兵四面蟻附攻城，慕輿根等晝夜力戰終於擊退趙軍。
咸康五年（339年），慕輿根為折衝將軍與前軍師慕容評、廣威將軍慕容軍、蕩寇將軍慕輿泥襲擊後趙遼西，俘獲千餘家。後趙鎮遠將軍石成、積弩將軍呼延晃、建威將軍張支等追擊燕軍，慕輿根等擊敗追兵，斬呼延晃、張支二人首級。
建元二年（344年）二月，慕容皝親自將兵討伐宇文逸豆歸，以慕容翰為前鋒將軍，劉佩為副將；分命慕容軍、慕容恪、慕容霸及慕輿根等率兵三路並進，攻克宇文氏都城紫蒙川等要地，大破宇文部。
永和二年（346年）正月，慕容皝派遣世子慕容儁帶領慕容軍、慕容恪、慕輿根等率領一萬七千名騎兵，奔襲扶餘國。慕輿根和眾多將領一樣，親冒矢石，大膽進擊，一舉攻克扶餘，成功俘虜扶餘王餘玄等五萬多人回國。

### 慕容儁時期
永和五年（349年），石虎死後趙大亂，燕王慕容儁欲攻取中原因而爭取部下意見。慕輿根認為後趙內亂時機難得，同時燕國經過幾代招賢養民，務農訓兵國力已經充實，堅決主張進取中原。翌年（350年），燕王慕容儁率領慕輿根等在追擊後趙征東將軍鄧桓於魯口時，遭到鄧桓部將鹿勃早反擊。鹿勃早率數千人夜襲燕軍，燕前鋒都督慕容霸部首先遭到襲擊，慕容霸奮力抵抗才使燕軍不致潰敗。鹿勃早攻勢甚銳燕王慕容俊一度準備撤軍避之，慕輿根勸止慕容儁後，親自發動反擊終於消滅敵軍後才引兵回薊。
永和八年（352年），身為殿中將軍的慕輿根先於五月參與圍攻鄴城冉魏殘餘勢力。其後中山蘇林糾眾，起兵於無極，自稱天子。閏十月，燕王慕容儁派慕輿根前去助慕容恪作戰，斬殺蘇林。
昇平四年（360年），前燕景昭帝慕容儁病重，臨終時遺命大司馬慕容恪、司空陽騖、司徒慕容評及領軍將軍慕輿根輔政。

### 慕容暐時期
慕容暐即位後，便以慕容恪為太宰，讓他專攝朝政，而慕容評、陽騖和慕輿根則分別獲授太傅、太保及太師，參輔朝政。當時慕輿根自恃自己屢有戰功，顯得高傲自大，心中不服慕容恪。因此慕輿根打算作亂，初以可足渾太后干政煽動慕容恪謀反失敗，於是改向可足渾太后及慕容暐中傷慕容恪，想要他們誅殺慕容恪及慕容評。不過此時慕容暐卻信任慕容恪，勸止打算聽從的可足渾太后。及後慕容恪及慕容評密奏慕輿根罪狀，慕容暐於是命侍中皇甫真、右衞將軍傅顏等收捕慕輿根，並將其家人黨羽一併誅殺。